# Camiri
Camiri è un comune (municipio in spagnolo) della Bolivia nella provincia di Cordillera (dipartimento di Santa Cruz) con 29.394 abitanti (dato 2010).
La città è importante economicamente in quanto nelle vicinanze si trovano importanti giacimenti petroliferi.

## Cantoni
Il comune è suddiviso in 2 cantoni:
- Camiri
- Choreti